# Вещерът
Вещерът (на английски: The Witcher; на полски: Wiedźmin) е поредица от фантастични разкази и романи от полския писател Анджей Сапковски за вещера Гералт от Ривия. В книгите на Сапковски, „вещери“ са професионални ловци на чудовища, които (с обучение, тренировки и модификации на тялото) развиват свръхестествени способности в ранна възраст, за да се сражават със смъртоносни зверове. Книгите на Сапковски са адаптирани във филм, телевизионен сериал, поредица от видеоигри и графичен сериал. Поредицата от романи е известна като Вещерската Сага. Разказите и романите са преведени на много езици, включително английски.
Видеоигрите са много успешни и от март 2018 г. са продадени над 33 милиона копия в световен мащаб.

## Книги
Първите кратки разкази за Вещера са публикувани в полското списание за научна фантастика и фентъзи „Fantastyka“, от средата на 80-те години.
Първата кратка история „Wiedźmin“ („Вещерът“, 1986) е била написана за конкурс, проведен от горепосоченото списание, и печели трето място.
Първите четири истории, свързани с вещера Гералт, първоначално са включени в колекция от кратки разкази от 1990 г., озаглавена Wiedźmin (Вещерът), включваща „Droga, z której się nie wraca“ („Пътят без връщане“), която се развива в света преди историите във „Вещера“ и представя бъдещата майка на Гералт. Втората публикувана колекция от разкази е „Miecz przeznaczenia“ („Мечът на съдбата“). Въпреки че „Ostatnie życzenie“ („Последното желание“) е публикувана след „Меч на съдбата“, тя е представена като първата книга, тъй като включва всички истории от „Wiedźmin“ („Вещерът“), с изключение на „Пътят без връщане“ (единствената история без Гералт). Въпреки че към „Последното желание“ били добавени нови разкази, те се състояли преди тези в „Меч на съдбата“.

### Кратки разкази
- Ostatnie życzenie (Последното желание)(1993, издание на английски език: 2007, издание на български език: 2008)
- Miecz Przeznaczenia (Меч на съдбата) (1992, издание на английски език: 2015, издание на български език: 2008)

### Сага
Сагата се фокусира върху Гералт от Ривия и Сири, дете на съдбата. Сирила (Сири), принцесата на превзета държава и марионетка на международната политика, се превръща във вещерка-в-тренировъчен-процес. Гералт се забърква във водовъртеж от събития в опитите си да я защитава.
- Krew elfów (Кръвта на елфите) (1994, издание на английски език: 2008, издание на български език: 2009)
- Czas pogardy (Време на презрение) (1995, издание на английски език: 2013, издание на български език: 2009)
- Chrzest ognia (Огнено кръщение) (1996, издание на английски език: 2014, издание на български език: 2010)
- Wieża Jaskółki (Кулата на лястовицата) (1997, издание на английски език: 2016, издание на български език: 2010)
- Pani Jeziora (Господарката на езерото) (1999, издание на английски език: 2017, издание на български език: 2010)

### Самостоятелен роман
- Sezon burz (Сезонът на бурите) (2013, издание на английски език: 2018, издание на български език: 2017) – разположен между кратките истории в „Последното желание“.

## Среда

### Заден план
Историите се развиват на Континента, който бил заселен преди няколко хиляди години от елфи. Когато елфите пристигнали за пръв път, те срещнали джуджетата и гномите. След период на война между елфите и джуджетата, джуджетата се оттеглили в планините, а елфите се заселили в равнините и горите. Човешки колонизатори пристигат на Континента около 500 години преди събитията в книгите, разпалвайки серия от войни, от които излизат победители и стават доминиращи. Нечовешките раси, вече считани за граждани от втора класа, често живеят в малки гета в населените от хората места. Онези, които не се ограничават до гетата, живеят в дивите райони, които все още не са покорени от хората. Други раси на Континента са полуръстовете и дриадите, а върколаци и вампири се появили чак след определено магическо събитие, известно като Взаимното пресичане на Сферите.
През вековете, предшестващи историите в книгите, повечето от южните райони на Континента са превзети от империята Нилфгард, а северът принадлежи на разпокъсаните Северни Кралства. Сагата „Вещерът“ се развива след първата голяма война между империята Нилфгард и Северните Кралства, а втората война започва в средата на поредицата.

### Главни герои
- Гералт от Ривия, също известен и като Gwynnbleid (на Старата реч: Белия Вълк) или Касапинът на Блавикен, е главният герой на поредицата и нейните адаптации. Той е вещер, който пътува из Континента и си изкарва прехраната като изтребва чудовища, които пренаселват земите.

- Йенефер от Венгерберг – за пръв път се появява в колекцията от кратки истории „Последното желание“ и историята „Гласът на здравия разум“. Тя продължава да се появява в много други истории, описана като „сродната душа“ на Гералт, и е един от главните герои в сагата.

- Кирила Фиона Елен Рианон (известна като Кири от името и Zirael от Старата реч, което означава „лястовица“) известна още като „лъвчето на Цинтра“, Детето на Старшата кръв и Дамата на Времето и Пространството е принцесата на Цинтра, дъщерята на Павета и Дуни и внучката на Царица Каланте. Тя също е осиновената дъщеря на Гералт и Йенефер, около която е съсредоточена голяма част от сюжета. Кири също е и потомък на Лара Дорен и нейната кръв (Старшата кръв) която и позволява да пресича и пътува през времето и пространството. Кири има пепелявосива коса и зелени смарагдови очи, черта, която присъства в нейното семейство.

- Лютичето (Английски: Dandelion; полски: Jaskier) е поет, музикант, бард и най-добрият приятел на Гералт. Полската дума „Jaskier“ всъщност се отнася до цветето Лютиче. Някои от по-известните му балади се отнасят до връзката на Гералт с Йенефер. По време на Сагата той е в четиридесетте си години, въпреки че е казано, че изглежда на тридесет и понякога хората го бъркат с елф. Той придружава Гералт в много от разказите и се включва в ханзата на Гералт, докато търси Кири.

### География
Въпреки че не е издадена карта на вселената, създадена от Сапковски, голям брой карти са създадени от феновете. Според Сапковски, съществуващите карти са „предимно точни“, а той използва версия, създадена от чешкия преводач Stanislav Komárek. Континентът може да бъде разделен на четири региона. Северните кралства (където се провежда по-голямата част от сагата) се състоят от Аедрин, Цидарис, Цинтра, Кедуен, Керак, Ковир и Повис, Лирия и Ривия, Редания, Темерия и Верден също и няколко малки княжества като Бремервурд или Еландер. Империята Нилфгаард заема по-голямата част от района на юг от Северните кралства. Източната част на континента, като пустинята Корат, Зерикения, Хакладн и Огнените планини, е неизвестна. В поредицата книги се споменават задгранични страни, с които си търгуват Северните кралства, включително Зангвебар, Офир, Ханну и Барса.

### Език
Сапковски създава свой език за сагата, известен като „Старата реч“, базиран на английски, френски, ирландски, латински и други. Също така на диалекти се говори на островите Скелиге и в Нилфгард. В интервю, Сапковски обяснява, че иска езикът му да бъде достатъчно разбираем за читателя, за да се избегнат бележки под текста. Той казва: „Не искам в моята книга орк да казва на друг орк „Burbatuluk grabataluk!“ която реплика да бъде обяснена с бележка: „Затвори вратата, не пускай мухите!“

## Преводи
Историите и романите са преведени на словашки, чешки, датски, португалски, немски, руски, литовски, естонски, фински, френски, испански, италиански, български, румънски, украински, сръбски, шведски, унгарски, холандски, китайски, грузински, английски и персийски.

## Името „Witcher“
Сапковски избира „wiedźmin“ за мъжки еквивалент на полската дума за вещица (wiedźma). Също, думата „witcher“ е естествена мъжка версия на английската дума „witch“ и се предполага, че сходството между тези две думи и между германските термини, е вдъхновението, което е направило новата полска дума „wiedźmin“. Същата аналогия има и с българската дума „вещер“, произлизаща директно от вещица.
Макар че wiedźmin сега обикновено се превежда на английски като „witcher“, по-ранен превод на заглавието е „hexer“ (филмовата адаптация от 2001 г. и първия официален превод на английски език в колекцията от 2000 разкази). CD Projekt използва „Witcher“ за заглавието на английската версия на видеоиграта от 2007 г.

## Адаптации

### Филми и сериали
The Hexer е заглавието на филм от 2001 г. и сериал от 2002 г., и двата режисирани от Marek Brodzki. Michał Żebrowski играе Гералт и в двете. В няколко интервюта Сапковски разкритикува екранните адаптации: „Мога да отговоря само с една-единствена дума, нецензурна, макар и кратка.“
През 2015 г. Platige Image планирала американска филмова адаптация на поредицата от романи. През май 2017 г. те обявиха, че ще продуцират сериал „The Witcher“ в сътрудничество с Netflix. Хенри Кавил ще изобрази Гералт от Ривия в тази адаптация. На 10 октомври 2018 г. беше обявено, че Фрея Алан и Аня Чалотра са били избрани да изобразят другите главни герои, Цири и Йенефер.

### Игри

#### Настолни игри
Една настолна ролева игра, базирана на книгите на Сапковски, Wiedźmin: Gra Wyobraźni (The Witcher: Игра на въображението) е публикувана от MAG през 2001 г. Друга настолна игра, базирана на видеоигрите, произведени от R. Talsorian Games, беше планирана за пускане на пазара през 2016 г., но беше отложена и окончателно пусната на пазара през август 2018 г.

#### Видео игри
През 1996 и 1997 г. в Полша се разработва видео игра на Witcher от Metropolis Software, но тя е отменена. Според Adrian Chmielarz, играта щяла да бъде 3D екшън-приключенска игра с ролеви елементи. През 2003 г. полският разработчик на видео игри CD Projekt Red се договаря със Сапковски за права върху „The Witcher“ и издава „The Witcher“ през октомври 2007 за персонални компютри – ролева игра базирана на романите и разказите на Сапковски.
Въпреки че това е първата игра на разработчика, тя получава изключителна похвала в Европа и Северна Америка. „The Witcher“ е публикувана в Полша от CD Projekt Red, а Atari я публикува по света.
The Witcher 2: Assassins of Kings е продължението на The Witcher, разработено от CD Projekt Red. На 16 септември 2009 г., преди да бъде обявена Assassins of Kings, е пуснато видео на играта, а два дни по-късно, CD Projekt Red потвърждават, че тя наистина е в процес на разработка. Assassins of Kings е публикувана в Полша от CD Projekt Red, в Европа от Namco Bandai Games и в Северна Америка от Atari. Играта също се разпространява дигитално чрез Steam и Good Old Games.
CD Projekt Red обявили The Witcher: Battle Arena, безплатна онлайн игра за мобилни устройства, на 1 юли 2014 г.
The Witcher 3: Wild Hunt е издадена на 19 май 2015 г. и се превръща в една от най-продаваните игри за всички времена. До март 2018 г. серията е с продазени над 33 милиона копия. Гералт се появява като гост-герой в бойната игра Soulcalibur VI, излязла през 2018 г.
През октомври 2018 г. Сапковски изпраща известие до CD Projekt Red, с цел да бъде възнаграден за продажбите на видеоигрите на The Witcher, като иска повече от 60 милиона полски злоти (над 15 милиона щатски долара), представляващи между 5% и 15% от приходите на играта през годините. Сапковски първоначално е предоставил лиценза на CD Projekt на базата на еднократно плащане, но впоследствие смята, че заслужава повече, тъй като серията от игри е станала много по-успешна от очакваното. CD Projekt Red заявява, че макар да са изпълнили всички задължения за първоначалното придобиване на лиценза, те ще работят приятелски със законните представители на Сапковски, за да постигнат справедлив изход за всички страни.

#### Игри с карти
През 2007 г. Kuźnia Gier разработва две игри с карти, базирани на видео игрите „The Witcher“ на CD Projekt. Първата, Wiedźmin: Przygodowa Gra Karciana (The Witcher: Adventure Cardgame), е публикувана от Kuźnia Gier; а другата, Wiedźmin: Promocyjna Gra Karciana (The Witcher Promo Card Game) е добавена към колекционерското издание на The Witcher в някои страни.
Игра на карти, известна като „Gwent“, беше включена в The Witcher 3: Wild Hunt като „мини игра“. Самостоятелна игра, базирана на нея, озаглавена Gwent: The Witcher Card Game, беше пусната през 2018 г.